# خزفيات حيوية

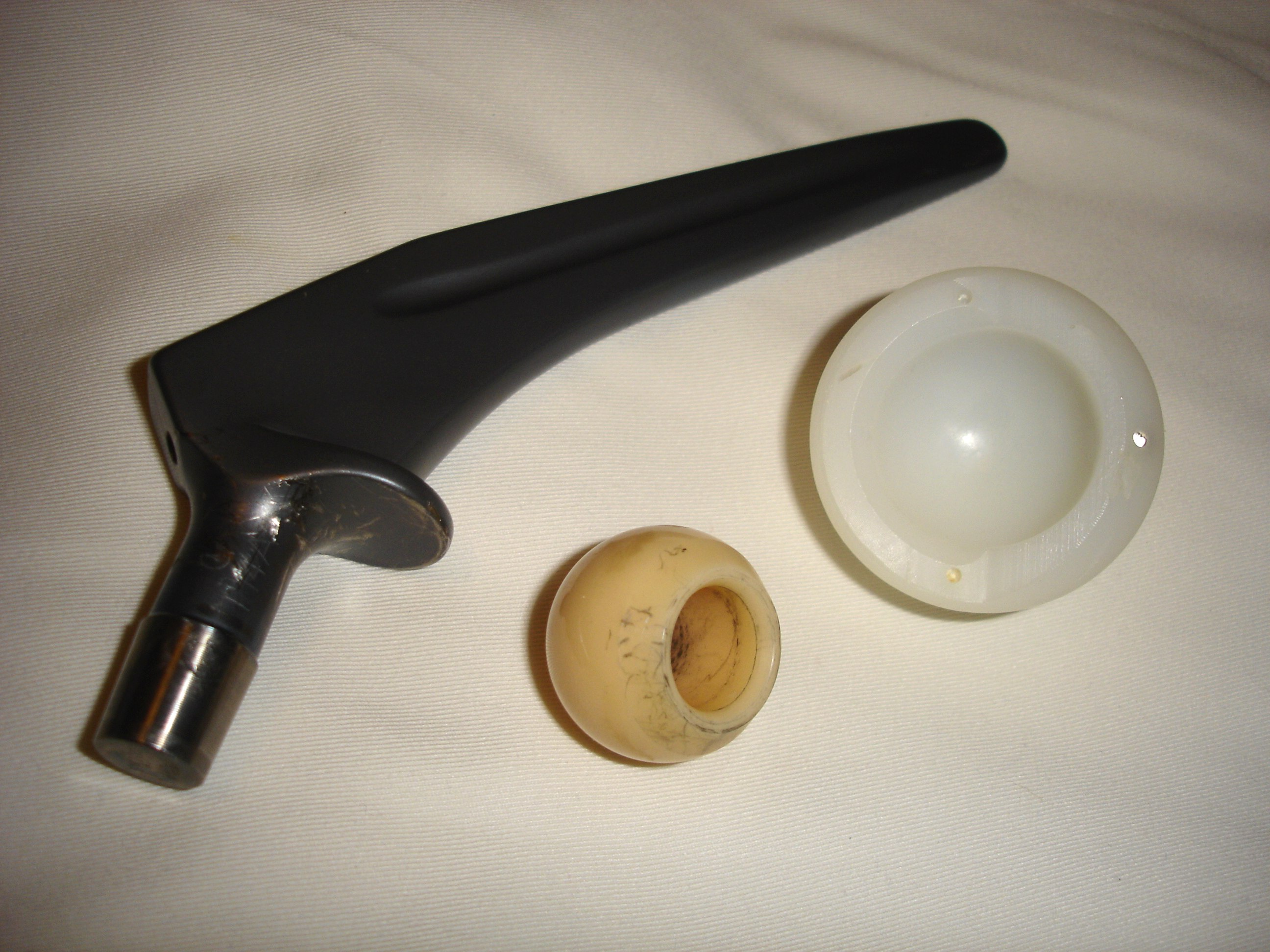
مفصل فخذ اصطناعي مصنوع من التيتانيوم مع رأس خزفي وتجويف حقي من البولي إيثيلين

السيراميك الحيوي أو الخزفيات الحيوية (بالإنجليزية: Bioceramics)‏ مثلها مثل الزجاجيات الحيوية (بالإنجليزية: bioglasses)‏ هي مواد خزفية متوافقة مع الأنسجة الحية (بالإنجليزية: biocompatible)‏، وتعد نوعاً من أنواع المواد الحيوية (بالإنجليزية: biomaterials)‏، وتتنوع الخزفيات الحيوية من أكسيد السيراميك (الذي يتسم بأنه مادة خاملة لا تحدث آثاراً كيميائية في الجسم) إلى الأنواع التي يتم امتصاصها داخل الجسم بعد استكمال تكون الأنسجة التي استبدلت بها.
تستخدم الخزفيات الحيوية في العديد من العمليات الطبية، وتستخدم على الأخص كغرائس داخل الجسم. وتختلف الخزفيات المستخدمة طبياً في التركيب عن خزفيات البورسلين بقدر اقتراب بعضها من تركيب المواد المكونة لأنسجة الجسم، كما يتكون بعضها من أكاسيد معدنية قوية التحمل.

## التاريخ
قبل سنة 1925 كانت الغرائس الطبية تصنع غالباً من معادن نقية نسبياً لا يمكن اعتبارها خزفيات، ثم شهدت سنة 1925 بداية استخدام السبائك الطبية مثل سبيكة Ti-64Al-4V
في سنة 1969 اكتشف هينش وآخرون أن أنواعاً مختلفة من الزجاجيات والخزفيات يمكن استخدامها في العظم الحي. وقد استلهم هينش هذه الفكرة أثناء توجهه إلى مؤتمر عن علم المواد، إذ التقى في طريقه إلى المؤتمر عقيداً عائداً لتوه من حرب فيتنام، وأنبأه العقيد بأن أجساد الجنود المصابين كثيراً ما تنبذ الغرائس المزروعة فيها، فاهتم هينش بهذه المسألة وبدأ في البحث عن مواد متوافقة مع الجسم الحي، فأسفر بحثه عن تخليق مادة جديدة سميت بالزجاج الحيوي (بالإنجليزية: Bioglass)‏، وقد نشأ إثر هذا الاكتشاف مبحث علمي كامل سمي بمبحث الخزفيات الطبية. وفي 26 أبريل 1988 عقدت في كيوتو باليابان أول ندوة دولية حول الخزفيات الطبية.

## الخزفيات واستخدامها في الطب المعاصر
تستخدم الخزفيات اليوم في طب الأسنان وكغرائس عظمية. وقد انتشرت حالياً الأسنان والعظام الاصطناعية، كما يستخدم الأسمنت الجراحي بكثرة في العصر الحالي، وكثيراً ما تحاط المفاصل الصناعية بمواد خزفية حيوية لتقليل احتمال التآكل والالتهاب. ومن الأمثلة الأخرى لتطبيقات الخزفيات الطبية ناظمات القلب الاصطناعية وماكينات الغسيل الكلوي وأجهزة التنفس الاصطناعي.